# Salvador Giner
Salvador Giner i de San Julián (Barcellona, 10 febbraio 1934 – Barcellona, 19 ottobre 2019) è stato un sociologo spagnolo, presidente dell'Institut d'Estudis Catalans fra il 2005 e il 2013.

## Biografia
Salvador Giner ha conseguito il dottorato presso l'Università di Chicago, con post-dottorato all'Università di Colonia. È stato professore di Sociologia all'Università di Barcellona dal 1989 al 2004. La sua attività di docente universitario si è sviluppata in diversi paesi.
Nel periodo compreso tra il 1965 e il 1989 è stato professore all'Università di Cambridge, all'Università di Reading, all'Università di Lancaster e all'Università di Thames Valley (Brunel). Ha tenuto inoltre lezioni all'Università di Roma "La Sapienza", all'Università Nazionale Autonoma del Messico, all'Università di Porto Rico, all'Università della Costa Rica, all'Università di Buenos Aires e all'Università autonoma di Barcellona.
È stato membro dell'Institut d'Estudis Catalans (1995) e fondatore e presidente dell'Associazione Catalana di Sociologia (1979), che dipende dall'Institut d'Estudis Catalans. Fu tra i fondatori anche dell'Associazione Europea di Sociologia. È stato direttore e professore dell'Università Estiva Catalana (1969–1975) e direttore e fondatore dell'Istituto degli Studi Sociali Avanzati, che dipende dal Consiglio Superiore di Ricerca Scientifica spagnolo.
È stato redattore e consigliere della Gran Enciclopèdia Catalana e di diverse riviste e pubblicazioni nazionali e internazionali. La Generalitat de Catalunya lo ha insignito della Creu de Sant Jordi nel 1985.